# Loma La Pailita
La Loma La Pailita (8°42′43″N 70°52′34″O / 8.712018, -70.8762) es un pico de montaña ubicado al norte de la Laguna El Montón y el valle de Micarache al noreste de la ciudad de Mérida, Venezuela. A una altitud de 3.873 m s. n. m. la Loma La Pailita es una de las montañas más altas en Venezuela.

## Ubicación
La Loma La Pailita se encuentra al norte de la carretera Gavidia-Micarache. Desde la carretera sube una pendiente moderada, rodeada de lagunas y vegetación característica del páramo andino.
Siguiendo el valle de Micarache a poca distancia después de donde se comienza a subir para La Pailita, encuentra el Pico La Torre, en el extremo este del valle.